# Hirschau (Tubinga)
Hirschau es un distrito de la ciudad universitaria de Tubinga en el estado federado de Baden-Wurtemberg. Se encuentra al oeste del centro de la ciudad.
Hirschau tiene una población de 3297 habitantes (2020) en una superficie de 6,17 km². Es el distrito más occidental de Tubinga. Hirschau se encuentra al norte del río Neckar, a unos 3 km al este de Wurmlingen, que forma parte de Rotemburgo del Néckar, y a unos 6 km al este del centro de la ciudad de Rotemburgo del Néckar, así como al oeste del centro de la ciudad de Tubinga.
El punto más alto es el Spitzberg a 475 m sobre el nivel del mar.
A diferencia de la mayor parte de Tubinga, Hirschau es, al igual que su vecina Rottenburg, mayoritariamente católica.